# Waldemar IV van Anhalt
Waldemar of Woldemar IV (ca. 1389 - 1416) was een vorst van Anhalt. Hij was de oudste zoon van Sigismund I van Anhalt en Jutta van Querfurt en stamde uit de Sigismundische linie van het huis Anhalt, een tak van de Ascanische dynastie. Toen zijn vader in 1405 stierf volgenden Waldemar en zijn broers hem op als vorsten van Anhalt-Zerbst. Omdat de broers nog minderjarig waren, nam hun oom Albrecht IV van Anhalt-Köthen/Dessau als regent de regering over hun vorstendom op zich. Na een jarenlange strijd over hun rechten stond Albrecht IV in 1403 zijn eigen vorstendom af aan zijn neven, maar zelf behield hij Anhalt-Zerbst. Waldemar stierf drie jaar later, ongehuwd en kinderloos.